# Neocleptria punctifera
Neocleptria punctifera là một loài bướm đêm trong họ Noctuidae.